# Liste der Biografien/Jonx
Liste der Biografien |
Portal Biografien |
Personensuche
# |
A |
B |
C |
D |
E |
F |
G |
H |
I |
J |
K |
L |
M |
N |
O |
P |
Q |
R |
S |
T |
U |
V |
W |
X |
Y |
Z |
?
 
Ja |
Jb |
Jd |
Je |
Jh |
Ji |
Jj |
Jl |
Jn |
Jm |
Jo |
Jp |
Jr |
Js |
Jt |
Ju |
Jv |
Jw |
Jy
 
Joa–Jog |
Joh |
Joi–Jom |
Jon |
Joo |
Jop |
Jor |
Jos |
Jot |
Jou |
Jov |
Jow |
Jox |
Joy |
Joz
 
Jona |
Jonc |
Jond |
Jone |
Jong |
Joni |
Jonj |
Jonk |
Jonl |
Jonn |
Jono |
Jonq |
Jons |
Jont |
Jonu |
Jonx |
Jony |
Jonz
Die Liste der Biografien führt alle Personen auf, die in der deutschsprachigen Wikipedia einen Artikel haben. Dieses ist eine Teilliste mit einem Eintrag einer Person, deren Namen mit den Buchstaben „Jonx“ beginnt.

## Jonx

### Jonxi
- Jonxis, Jean Henri Pierre (1907–1995), niederländischer Pädiater